# Gustavo Gómez Ardila
 Gustavo Gómez Ardila  (Zapatoca, Santander, 8 de septiembre de 1913-Bucaramanga, 23 de mayo de 2006) fue un compositor y director de canto coral. Es considerado uno de los maestros colombianos, que dio mayor renombre al canto coral de Colombia, en diferentes escenarios del mundo.

## Biografía
Nació en Zapatoca, Santander, hijo de Don Eliseo Gómez Díaz y Doña María de los Ángeles Ardila Rueda, y el duodécimo entre 16 hermanos. Su niñez transcurrió en su ciudad natal, y en ella cursó sus primeros años de estudios e inició su bachillerato en el Colegio Salesiano Santo Tomás, en donde estudió tres años. En 1928 ingresó al Seminario de la diócesis de Socorro y San Gil, allí culminó sus estudios de secundaria y emprendió su formación sacerdotal a la par con sus estudios en filosofía, latín y su formación musical.  Es allí donde conoció a su primer maestro de música, don Pedro Landazábal, quien le infundió no sólo el amor por este bello arte, sino que trabajó junto a él, asignaturas como la teoría y el solfeo, órgano, canto gregoriano y flauta traversa. Luego de haber transcurrido tres años y medio de formación sacerdotal, se retira del seminario.
Como había explorado la música como un recurso más para forjar su vida, inició prácticas musicales como corista y organista en las iglesias de Jordán (Santander),  Aratoca y  San Vicente de Chucurí donde fundó la primera banda de músicos del municipio. Viviendo Gustavo en esta población, en el año de 1934 se le encomienda la tarea de dar la bienvenida al municipio, al gobernador del departamento de Santander, y creó para esa ocasión su primera composición instrumental en ritmo de pasodoble: “Rayito de luna”, y  en ese mismo año decidió enviar esta partitura a la emisora La voz de Pereira, en donde presentaban composiciones inéditas de nuevos creadores de Colombia y esta composición le significó su primer reconocimiento a nivel nacional. En el transcurso de ese mismo año de 1934, contrajo matrimonio con Abigaíl Navarro Argüello, su matrimonio perduró 69 años hasta la muerte de ella (ocurrida en el año 2003), y Abigaíl fue el motivo de inspiración de algunas de sus creaciones musicales.
Ejerció como locutor en la Transmisora de Caldas, en Manizales y como director artístico en la emisora La voz de Pereira en Pereira, donde adquirió un amplio conocimiento de la música popular que le permitió conformar una orquesta de baile para la que compuso el bolero “Ni más ni menos”.  
En 1936 se traslada a Ibagué, como organista de la catedral de esa ciudad. Allí cursa estudios profesionales de música en el Conservatorio del Tolima; entre sus profesores, el maestro italiano Alfredo Squarchetta, de quien aprendió la técnica de dirección coral, la construcción de arreglos corales. Posteriormente con Squarcetta, compartió la dirección del conservatorio mencionado. 
En 1946 viajó a Bogotá para buscar nuevos horizontes profesionales y fue profesor de música en importantes y reconocidos colegios de la capital colombiana. Uno de los eventos históricos que el maestro más recordó, fue la muerte del caudillo político Jorge Eliécer Gaitán, el 9 de abril de 1948 (Bogotazo); por ese tiempo se desempeñaba como organista de la catedral de Bogotá y era director de varios coros, y en medio de ese conflicto de violencia, fue a interpretar junto con su grupo musical, los cantos respectivos en el sepelio de este personaje de la política colombiana En 1961, fue profesor de la Universidad Pedagógica Nacional de Colombia, y  estando en esa institución, recibió la invitación por parte de la Asociación Colombiana de Universidades (ASCUN) para trabajar en la formación de los llamados Clubes de Estudiantes Cantores (CEC).
En el año 1964 fue contratado, para continuar en la estructuración y dirección del CEC de la Universidad Industrial de Santander (UIS) en Bucaramanga, este nombramiento fue determinante para el desarrollo y fortalecimiento del género coral en Colombia. Esta coral fue de hombres hasta el año 1970 (con la fusión de la Universidad Femenina de Santander -UFS-, la coral se volvió mixta). En 1968 la coral universitaria de la UIS recibe, para realizar unas presentaciones corales conjuntas, 10 partituras de 10 obras para coro mixto del Salem College  de Winston-Salem [Carolina del Norte, Estados Unidos de América], que era una universidad femenina; fueron ensayadas por la coral de la UIS, la parte correspondiente a los hombres, sin ensayar las partes correspondiente a las mujeres; luego, llegaron las integrantes de la Coral de Salem College, duraron toda una mañana en el ensayo conjunto, y luego se realizó la presentación en varios escenarios. En ese mismo año fue la coral de la UIS a Winston-Salem e hicieron lo mismo, cantaron allá en coro mixto, fue la primera salida de la Coral UIS al exterior.
A partir de allí, Gustavo Gómez, logró impulsar su gran producción en el campo de la composición, alrededor del centenar, que se distribuye entre arreglos, adaptaciones y composiciones de diversos géneros folclóricos, populares y sacros, todos con una gran exploración de recursos vocales. Con su magia pedagógica, Gómez logró consolidar uno de los proyectos corales con mayor producción musical coral del país. Gómez Ardila enseñaba, compás por compás, nota por nota, las líneas de intrincadas polifonías del Renacimiento, el alma de los ritmos folclóricos tradicionales colombianos y los cantos populares del mundo.  Gracias a su trabajo, la coral UIS, fue seleccionado entre los mejores coros universitarios de Latinoamérica, para participar en Lincoln Center for the Performing Arts, en un encuentro mundial de coros universitarios en Nueva York, en 1974. Esta experiencia musical, fue la puerta de oro para desarrollar la trayectoria y reconocimiento internacional del maestro y su coro, pero más aún del trabajo interpretativo que siempre fue destacado por diversos jurados y críticos corales del mundo. Por la destacada actuación en Nueva York, fue invitada la Coral UIS a presentarse, en varias oportunidades en Europa. Destacó, además, el premio al mejor director y mejor agrupación coral en el Certamen Internacional de Habaneras y Polifonía de Torrevieja (España) en el año 2000. A través de sus enseñanzas, muchos hombres y mujeres de la Coral Universitaria UIS, estuvieron bajo su dirección durante 38 años, difundiendo la música colombiana en el mundo y el maestro terminó así su ciclo coral UIS.
Su sólida trayectoria le mereció, que en el año 2004 la Universidad Autónoma de Bucaramanga (UNAB) le confiriera el doctorado honoris causa en Música, otorgado por la Facultad de Música, honrando y exaltando su obra.
En 1999 fundó en Zapatoca la “Coral Aires de mi Tierra”, con habitantes de ese municipio. En 2002 fundó en Bucaramanga “Coral Gustavo Gómez Ardila”.

## Composiciones musicales
Son de su autoría el pasodoble “Rayitos de luna” (1934), el bolero “Ni más ni menos”, los pasillos “Aires de mi tierra” (1938), “Lejos de mi madre” (1938), la letra y arreglo musical de “Guabina Santandereana”, además de numerosos himnos de instituciones educativas, el himno de su ciudad natal y un número considerable de arreglos para cuatro voces mixtas sobre obras folclóricas de Colombia y música universal.